# Hofgut Kranichstein

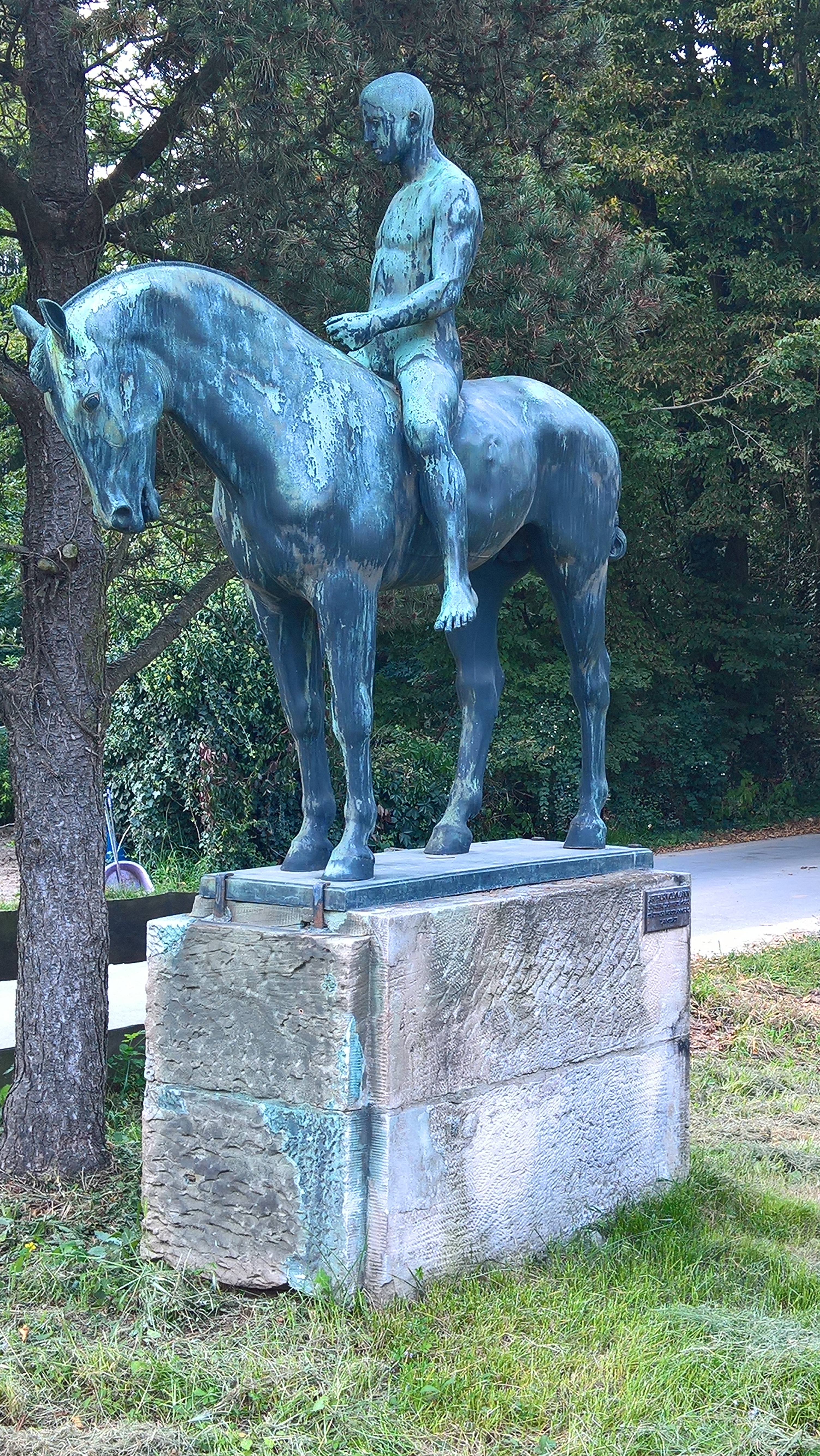
Statue Jüngling zu Pferde (um 1900) von Arthur Volkmann vor dem Eingang zum Anwesen

Das Hofgut Kranichstein in der Kranichsteiner Straße 250 ist ein Bauwerk in Darmstadt-Kranichstein. Das barocke Gutshaus mit den Stallungen ist aus architektonischen, baukünstlerischen und stadtgeschichtlichen Gründen ein Kulturdenkmal.

## Geschichte und Beschreibung
Das Hofgut Kranichstein wurde unter der Regentschaft des hessisch-darmstädtischen Landgrafen Georg I. angelegt. Das Hofgut diente zunächst als Schafhof. Die Landgrafen ernährten mit Hilfe der Schafzucht – ebenso wie mit der Fischzucht – ihren Hofstaat mit zahlreichen Beamten und Domestiken.
Stilistisch gehört das vierachsige, zweigeschossige Gutshaus mit den Stallungen zum Barock. Das Gutshaus besitzt vier Fensterachsen, ist verputzt und die Ecken mit roten Odenwälder Sandsteinquadern abgesteint. Bekrönt wird das Gutshaus von einem schiefergedeckten Mansarddach, das zum Innenhof vier markante Giebelhauben aufweist. Alle Gebäude befanden sich in einem langgestreckten viereckigen Geviert mit großem Innenhof. Das Gutshaus im Norden ist nach Westen von einem langgestreckten Gebäude mit Satteldach begleitet, im Westen eine Scheune und ehemaligen Stallungen im Süden und Osten, die östlichen als Backsteinbauten ausgeführt. Der Eingang zum Hofgut über ein schmiedeeisernes Tor liegt im Südosten. Die neueren Reitanlagen wurden nordwestlich an das Hofgut angrenzend angebaut.
Der ehemalige Gutshof, heute auch einfach Kranichsteiner Hof oder Reiterhof Kranichstein genannt, ist hessisches Landesleistungszentrum der Reiter und Reithof. Er richtet eigene Reitturniere aus. Die auf Dressur und Springen spezialisierte Reitsportanlage hat zwei Reithallen, eine Longierhalle, vier Außenplätze, einen Longierplatz und eine Führanlage. Im ehemaligen Gutshaus befindet sich heute das Restaurant Die Sattlerei.

## Varia
Auf dem Anwesen vor dem Hofgut am südöstlichen Eingang von der Kranichsteiner Straße her einsehbar steht die Statue Jüngling zu Pferde aus der Zeit um das Jahr 1900, geschaffen von dem Bildhauer Arthur Volkmann.